# AVARDA
Программные продукты AVARDA (до 2005 г. — «Мир торговли») — разработка российской софтверной компании Ansoft. Предназначены для автоматизации управления предприятиями в сфере оптовой и розничной торговли.  Система AVARDA.ERP - флагманский продукт линейки - относится к классу ERP-систем для торговых компаний. В информационных системах AVARDA детально проработаны механизмы обмена данными в распределенных компаниях и холдингах.
Продукты AVARDA внедряются исключительно компанией Ansoft (нет других интеграторов). Поддержка внедренного программного обеспечения может осуществляться как интегратором, так и специалистами заказчика.

## Линейка продуктов
Системы класса ERP для торговли
- AVARDA.ERP — ERP-система для комплексной автоматизации торговых компаний. Функциональность системы позволяет автоматизировать оптовое и розничное направления торговли. Имеет модули для автоматизации торгово-складской, производственной, финансовой и управленческой деятельности торговых компаний.
- AVARDA.RetailNetwork — ERP-решение для автоматизации розничных сетей. Поддерживает все современные форматы магазинов, от бутика до гипермаркета.
- AVARDA.RetailNetwork for DIY — отраслевое ERP-решение для сетей магазинов и гипермаркетов строительных и отделочных материалов
- AVARDA.ERP for Food – отраслевое ERP-решение для автоматизации торговли в сфере продуктов питания

Другие системы автоматизации
- AVARDA.WMS — система управления складской логистикой
- AVARDA.ReplicationSystem — система обмена данными в распределенных компаниях
- AVARDA.InventoryManagement – система управления товарными запасами
- AVARDA.CRM - система управления взаимоотношениями с клиентами

## Технические характеристики
- Операционная система для сервера БД: Linux или Windows
- Операционная система для рабочих станций: Windows или Linux
- СУБД: Firebird, InterBase
- Архитектура системы: клиент/сервер
- Технологии обмена с внешними системами: различные виды файлового обмена, XML, COM/DCOM и др.

## Нагрузочные тестирования
Нагрузочные тестирования продуктов AVARDA проводятся на программно-аппаратном комплексе AVARDA.Emulator, созданном специалистами компании Ansoft. AVARDA.Emulator представляет собой локальную сеть из рабочих станций и серверов, и позволяет имитировать реальную работу предприятия в ERP-системе.
Имитационный стенд AVARDA.Emulator постоянно функционирует в департаменте разработок и тестирования ПО компании Ansoft и предназначен для повышения качества разрабатываемого программного обеспечения. Регулярно AVARDA.Emulator используется для проведения публичных нагрузочных тестирований ERP-систем.
Публичные тестирования
- 2006 г. — Выставка Softool, публичное нагрузочное тестирование ERP-системы AVARDA. Имитация реальной работы системы в торговом холдинге. Параметры холдинга: 10 филиалов, 5000 отгрузок в сутки, база данных 120Гб., годовой оборот свыше 2 млрд евро[1]
- 2007 г. — Выставка Softool, публичное нагрузочное тестирование ERP-системы AVARDA.RetailNetwork. Имитация реальной работы системы в розничной сети федерального масштаба. Параметры розничной сети: управляющая компания, 10 региональных офисов, 10 гипермаркетов, 50 супермаркетов, 500 минимаркетов, более 1000 одновременно работающих пользователей [2]

## Инсталляции
Инсталляции программных продуктов AVARDA осуществлены в российских и зарубежных оптовых компаниях и розничных сетях. Некоторые из проектов:
- «Бауцентр» (сеть гипермаркетов формата DIY)
- Carpet House (розничная сеть, оптовый и контрактный отделы)
- «Форвард» (220 универсамов «Полушка» и супермаркетов «Йомарт» )
- «Башспирт» (180 продовольственных магазинов)
- «Торгсервис» (оптовая продажа кондитерских изделий)
- «СИА Интернейшнл» (фармацевтический дистрибьютор)
- «Евросервис» (оптовые поставки лекарственных препаратов и медицинского оборудования)
- «Профитмед» (оптовые поставки медикаментов)
- «Здравсервис» (поставщик фармацевтических товаров, сеть аптек «Твой доктор»)
- Обувной мир "Лидер" (розничная сеть по продаже обуви и аксессуаров)
- Gregory (сеть магазинов одежды)
- «Парфюмерный рай» (сеть магазинов парфюмерии и косметики)
- «Русбизнсавто» (продажи грузовой техники и оказание сервисных услуг)
- «Москворечье Трейдинг» (оптовая подажа автозапчастей)
- 003.RU (интернет-гипермаркет бытовой техники и электроники)
- Dostavka.ru (интернет-мультимаркет)
- Передвижник (сеть магазинов художественных товаров)

## Участие в конкурсах и награды
AVARDA.ERP
- 2010 г. — «Продукт года», 1-е место в номинации «ERP-системы для торговых компаний»
- 2007 г. — «Продукт года», 1-е место в номинации «Комплексные системы управления предприятием»
- 2006 г. — «Золотой купец», 1-е место в номинации «Управление распределенными структурами торговых предприятий и холдингами»

AVARDA.Retail.Network
- 2008 г. — «Золотые весы» за успешную автоматизацию федеральной сети гипермаркетов формата DIY

AVARDA.WMS
- 2010 г. — «Продукт года», 1-е место в номинации «Управление складской логистикой»

AVARDA.ReplicationSystem
- 2009 г. — «Продукт года», 1-е место в номинации «Управление данными для АСУ и АСУТП»